# Avena saxatilis
Avena saxatilis là một loài thực vật có hoa trong họ Hòa thảo. Loài này được (Lojac.) Rocha Afonso mô tả khoa học đầu tiên năm 1978.